# Königstadt-Carrée
La Königstadt-Carrée, également connu sous le nom de Office-Tower, est un immeuble de 80 mètres de haut, construit entre 2007 et 2011 dans le quartier de Friedrichshain à Berlin en Allemagne. Situé à l'angle des rues Otto-Braun-Straße et Mollstraße, près de la station de métro Schillingstraße et de la place Alexanderplatz, la Königstadt-Carrée est principalement utilisée pour des bureaux commerciaux et comme hôtel.

## Histoire

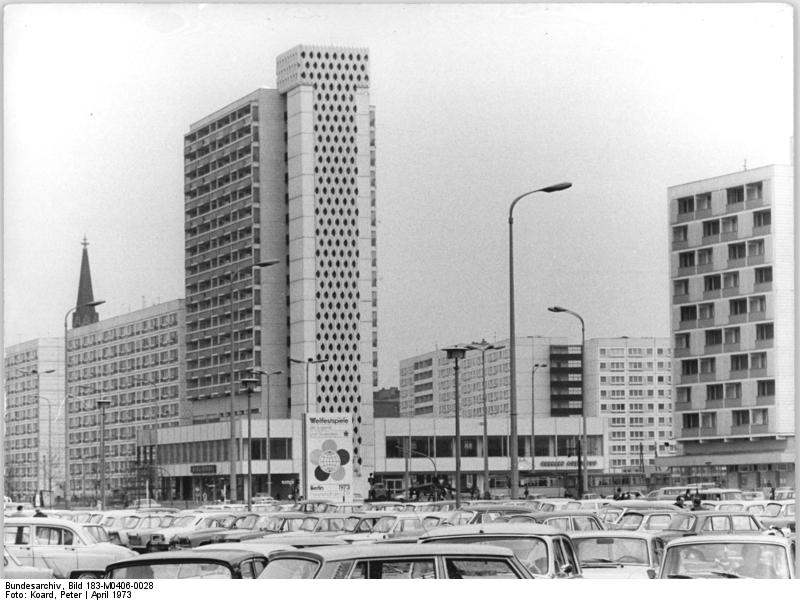
« Maison des hirondelles », avril 1973.

Auparavant s'y trouvait la Mehrschwalbenhaus, « Maison des hirondelles », un Plattenbau haut de 45 mètres, construit en 1973 sur une ossature de béton armé. Le bâtiment comprenait des bureaux commerciaux. Le bâtiment est évacué en raison de défauts structurels et après 1989, reste vide pendant onze ans. Des hirondelles de fenêtre commencent alors à y nicher. Le 3 septembre 2001 cependant commence la démolition, achevée en 2002. 
La construction de la Königstadt-Carrée de 25 étages et d'une hauteur de 76,80 mètres dure de 2007 à 2011. Les architectes du projet sont les architectes STP  du constructeur Manfred Herrmann avec Bauart Beteiligungs GmbH & Co. Mollstrasse KG.  Le locataire principal de la Königstadt-Carrée est la Banque Mercedes-Benz (de), qui occupe environ 10 000 m² de bureaux. 
L'ensemble bâti se caractérise par son mur-rideau vitré. La banque Mercedes-Benz est située dans le bâtiment principal de 22 étages. Le bâtiment est contigu à un bâtiment annexe de 10 étages, partiellement vitré, qui abrite un hôtel. Il y a aussi une terrasse sur le toit à l'angle ouest du bâtiment attenant. Certaines parties de la façade du bâtiment attenant sont conçues comme des arcades. Au centre, on a une allée menant à un parking souterrain avec 157 places de stationnement.